# Carrozzeria Fissore
La Carrozzeria Fissore è stata un'azienda italiana del settore automobilistico, operante dal 1921 al 1984.

## Storia

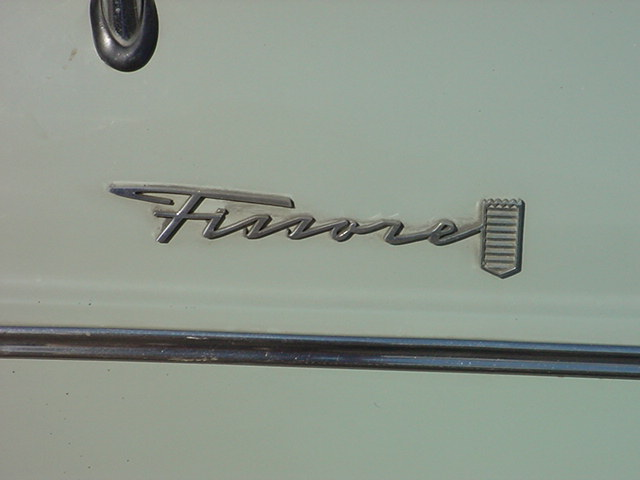
Emblema posto sulla brasiliana DKW-Vemag Fissore del 1966

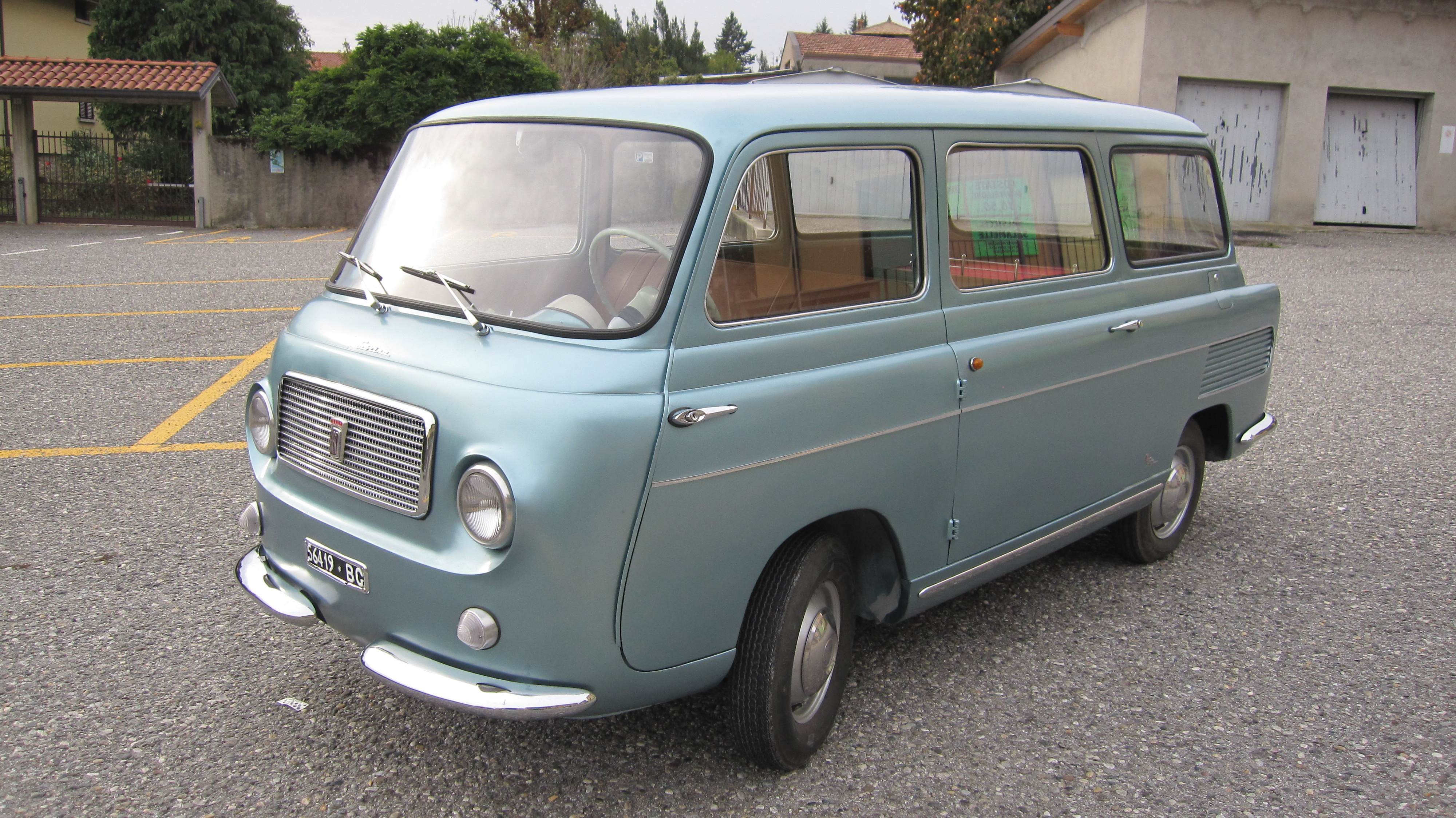
Fiat 600 Multipla Fissore modello Sabrina del 1959

A partire dal 1914, Bernardo Fissore (1892-1973) inizia l'attività di carradore, riparando carri agricoli e carrozze in una piccola officina di carradoria a Savigliano. Nel 1921, con il fratello Antonio, fonda la Carrozzeria Fissore, cui si aggiungeranno in seguito i fratelli minori Giovanni e Costanzo.
Per alcuni anni produssero carri per il traino animale, iniziando le prime esperienze nella realizzazione parziale o integrale di carrozzerie per furgoni, automobili ed autocarri, dalla fine degli anni venti.
Nel 1936, la titolarità aziendale venne assunta da Bernardo Fissore che orientò l'azienda alla costruzione di carrozzerie speciali per automobili fuoriserie, furgoni postali, autobus, ambulanze e carri funebri.
Grazie a questa specializzazione, la Fissore conobbe un grande sviluppo durante il secondo conflitto mondiale, per le numerose forniture commissionate dall'Esercito Italiano di automezzi civili, trasformati per uso militare.
Durante la Repubblica Sociale Italiana, Bernardo Fissore svolge un'intensa attività di supporto e protezione dei partigiani, finendo per essere arrestato con i figli Sergio e Giusto.

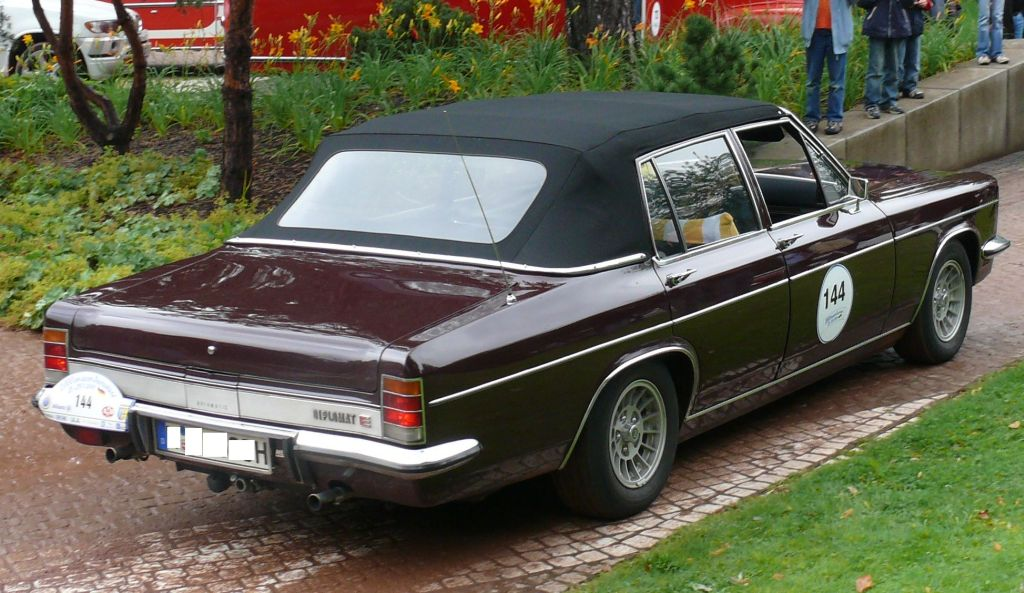
Una Opel Diplomat Cabriolet Karmann-Fissore del 1971

Negli anni cinquanta vennero prodotte diverse fuoriserie basate sui più popolari modelli della FIAT, oltre ad un gran numero di veicoli pubblicitari, al tempo particolarmente richiesti dalle aziende di prodotti di largo consumo, per presenziare ai grandi eventi sportivi come il Giro d'Italia o la Mille Miglia.
Durante quel decennio, la direzione aziendale viene gradatamente conferita ad alcuni figli dei fondatori entrati in azienda, senza tuttavia che i 4 fondatori facciano mancare la loro presenza e il loro consiglio. Particolarmente Bernardo fu presidente della Fissore fino al 1970, divenendo presidente onorario l'anno successivo.
La Carrozzeria Fissore raggiunse, negli anni sessanta, la massima espansione, arrivando ad occupare oltre 200 dipendenti. In quel decennio furono molte le collaborazioni con prestigiose case automobilistiche per la realizzazione di  Gran Turismo, in particolare con OSCA Maserati, De Tomaso, Monteverdi, TVR, Elva, e altre vetture per  Opel, FIAT, DKW Vemag tra gli altri.
Nei primi anni settanta venne proposta la "Scout" pregevole modello di spiaggina su meccanica Fiat 127, disegnata da Franco Maina.

## Chiusura
Il 3 gennaio 1973 Bernardo Fissore e la moglie Teresa muoiono tragicamente nella loro abitazione di villeggiatura a Sanremo, asfissiati dal monossido di carbonio. A partire dalla metà degli anni settanta, si verifica un prolungato travaglio societario  che però non impedisce alla Fissore di proseguire la  produzione fino al 1984.
Le memorie della storia e produzioni della Carrozzeria Fissore (1921 - 1984) sono state raccolte nel volume "Carrozzeria Fissore" edito da Giorgio Nada nel 1991, a cura dell'architetto Paolo Fissore, nipote di Bernardo Fissore.

## Carrozzeria Fissore e Rayton Fissore
Nel 1976 Mario e Fernanda Fissore, figli di Bernardo, Gregorio Bernardi, ex amministratore deIla Carrozzeria Fissore, Giulio Malvino  marito di Fernanda Fissore, fondarono a Cherasco la Rayton Fissore. Questa azienda prese ad occuparsi di carrozzerie e veicoli speciali costituendo un proprio design center. In particolare, ideò e produsse il "Magnum", veicolo fuoristrada che ottenne un discreto successo, anche come automezzo delle forze di polizia. Rayton Fissore dal 1987 non ebbe più componenti della famiglia Fissore al suo interno e cambiò ripetutamente assetti societari e denominazione.